# Соревнования по League of Legends в СНГ
СНГ-регион был выделен в 3-м сезоне (2013), когда был запущен русскоязычный сервер компьютерной игры League of Legends. С момента основания по сезон 2017 наряду с Латинской Америкой, Турцией, Океанией и Японией являлся неосновным (wildcard) регионом. Резиденты СНГ-региона — граждане Азербайджана, Армении, Беларуси, Казахстана, Киргизии, Молдовы, России, Таджикистана, Туркмении, Узбекистана и Украины, а также неграждане Эстонии и Латвии.
Высший чемпионат СНГ-региона с сезона 2016 — организованная компанией Riot Games Континентальная лига (LCL) с призовым фондом в 4,5 млн рублей в год, победитель которой попадает предварительную стадию турниров Worlds и MSI. Ранее квоты на международные соревнования разыгрывались на Первом региональном чемпионате (Electronic Sports League, 2013) и Star Series (Star Ladder, 2014—2015). Вторым по силе и значимости соревнованием в СНГ-регионе является Лига претендентов.
Главным достижением региона является выход СНГ-команды «Albus Nox Luna» в четвертьфинал Worlds 2016.

## Предыстория
Во 2-м сезоне (2012) самой успешной командой по LoL из СНГ была «Moscow Five», состоящая из Евгения «Darien» Мазаева, Данила «Diamondprox» Решетникова, Алексея «Alex Ich» Ичетовкина, Евгения «Genja» Андрюшина и Эдуарда «GoSu Pepper» (Edward) Абгаряна. Тогда «Moscow Five» выиграли этап Intel Extreme Masters в Киеве, IEM World Championship в Ганновере, а также прошли в полуфинал чемпионата мира от Riot Games, где проиграли «Taipei Assassins» со счётом 1:2, заняв второе после «MiG Blaze» место в рейтинге команд по LoL по количеству выигранных призовых за сезон.

## Цикл Season 3 World Championship
В 3-м сезоне (2013) Riot Games открыли русскоязычный сервер League of Legends, на нём стали проводить свои турниры ESL и lol‐game.ru. СНГ-регион также получил квоту на International Wildcard Tournament (отборочный турнир к Worlds 2013), которая была разыграна в рамках Первого регионального чемпионата. Литовская команда «GamingGear.eu» одержала победу в финале ПРЧ, выиграв затем отборочный турнир к чемпионату мира. На Season 3 World Championship «GamingGear.eu» не смогли выйти из группы, закончив участие в турнире с разницей 1:7 — единственную победу на турнире команда из Литвы одержала над североамериканской «Team SoloMid» в уже ничего не решающей встрече.
Федерация компьютерного спорта России провела российскую квалификацию на World Cyber Games 2013 — победу в ней одержала команда «The RED», называвшаяся тогда «mjaso», за которую играли Иван «FIRees» Силантьев, Дмитрий «DimaJke» Гуща, Антон «Fomko» Фомкин, Валентин «NikSar» (Zima zvR) Зимаков и Дмитрий «Dimonko» Коровушкин. На WCG вместо Dimonko и FIRees «The RED» взяли в Китай ZmeyGorynych и Dimode. Российская команда вышла из группы со второго места и заняла в итоге 6-8 место проиграв в четвертьфинале турнира «Lyon Gaming» из Мексики со счётом 0:2.
В квалификации IEM Season VIII — Cologne на ру-севере победили «The RED», вновь отправившиеся на основной турнир с заменой — на этот раз Dimode заменил Fomko. «The RED» проиграли четвертьфинальную серию команде «Gambit Gaming», заняв в итоге 5-6 место на турнире.

## Эра StarSeries
В 2014 году в СНГ прошли первые регулярные соревнования по LoL — первые сезоны SLTV StarSeries и ESL Pro League. «Carpe Diem» стала чемпионом StarSeries Season I, обыграв в финальной серии топ-1 команду первого сезона ESL Pro League «Team Dragon» со счётом 3:2. Во втором сезоне в рамках Star Series была впервые разыграна квота на турнир для неосновных регионов, команда «Hard Random» как чемпион СНГ прошла на IWC Gamescom 2014. В 2015 году «StarSeries» потерпела значительные изменения: число команд участвующих в групповом этапе сократилось с 12-ти до восьми, соревнования начали проводиться по системе двух сплитов в год: весеннего и летнего — оба чемпионства были за «Hard Random».

## Континентальная лига
StarSeries — первое регулярное соревнование по League of Legends с участием профессиональных команд в постсоветском пространстве, по мнению некоторых выступавших в нём киберспортсменов имело недостатки, следствием которых было отставание в развитии от чемпионатов в других регионах. Отмечалось также, что самостоятельная организация лиги самим разработчиком помогла бы вывести СНГ-сцену на новый уровень. Так в декабре была анонсирована Континентальная лига по League of Legends (LCL). Её участникам стала предоставляться помощь в аренде игровых домов, были введены зарплаты для игроков.